# Tango & Cash
Tango & Cash is een Amerikaanse actiefilm uit 1989, geregisseerd door Andrej Kontsjalovski en geschreven door Donald Thorin. De hoofdrollen werden vertolkt door Sylvester Stallone, Kurt Russell en Teri Hatcher.

## Verhaal
Ray Tango (Sylvester Stallone) en Gabe Cash (Kurt Russell) zijn twee verschillende soorten agenten uit het vak. Ze werken allebei in Los Angeles en ze denken allebei dat ze de beste zijn. Als ze er beiden in worden geluisd en veroordeeld zijn vanwege moord, moeten ze hun krachten bundelen om ten eerste uit de gevangenis te ontsnappen en ten tweede om hun naam te zuiveren. Gabe Cash gaat naar een dansclub en maakt daar kennis met Katherine, de zus van Ray Tango, terwijl Ray Tango een corrupte agent een bezoekje gaat brengen. Al met al komen ze steeds dichter bij degenen die hen erin hebben geluisd. Als dan Ray's zus wordt ontvoerd, wordt het erg persoonlijk voor zowel Ray als Gabe...

## Rolverdeling
| Acteur             | Personage              |
| ------------------ | ---------------------- |
| Sylvester Stallone | Ray Tango              |
| Kurt Russell       | Gabe Cash              |
| Teri Hatcher       | Katherine "Kiki" Tango |
| Jack Palance       | Yves Perret            |
| Brion James        | Requin                 |
| Michael Jeter      | Skinner                |